# Стефан Митровић (песник)
Стефан Митровић (Свети Стефан, код Будве, 1909 — Београд, 14. јануар 1985) био је црногорски песник и учесник Народноослободилачке борбе.

## Биографија
Рођен је 1909. на Светом Стефану, код Будве. Потицао је из револуционарне породице Митровић. Основну школу је учио у родном месту, а гимназију у Котору. Студирао је на Филозофском факултету у Београду, где је припадао студентском револуционарном покрету и био секретар организације Комунистичке партије Југославије (КПЈ) на Универзитету у Београду. Због револуционарног рада више пута је био хапшен, а 1932. и 1936. је осуђиван. Укупно је на робији провео четири и по године затвора. Углавном је био у самици, а учествовао је у штрајковима политичких затвореника у којима су тражени бољи услови у затвору.
Прву песму објавио је у загребачком листу Младост, а објављивао је у часописима Мисао, Стожер, Линија и Илустроване новине. Заједно са Милованом Ђиласом, Радованом Зоговићем и др, припадао је групи револуционарних писаца. Са Ђиласом је упознао на факултету и били су велики пријатељи, а један другог су доживљавали као „духовног брата”. Ђилас је њему посветио приповетку Момци после рата, а Стефан њему поему Отац у походу мртвим синовима. Као млади студенти имали су намеру да оснују сопствени књижевни правац — нутринизам, али су након пријема у Комунистичку партију, прихватили социјал-реалистичку естетику.
Марта 1941. био је један од организатора демонстрација у Београду, против Владе Цветковић-Мачек, због приступања Краљевине Југославије Тројном пакту, а потом учесник у манифестацијама подршке војном пучу. Након Априлског рата, 1941. отишао је на Свети Стефан, где је јуна 1941. ухапшен. Заједно са групом ухапшених комуниста, размењен је октобра 1941. за једног италијанског официра, кога су заробили партизани. У току Народноослободилачког рата (НОР), налазио се на дужностима политичког комесара одреда, Осме банијске ударне бригаде, Шеснаесте војвођанске дивизије и Дванаестог војвођанског корпуса. Био је помоћник за културу Веселина Маслеше у Извршном одбору АВНОЈ-а и члан Пропагандног одељења Врховног штаба НОВ и ПОЈ.

### Послератни период
После рата и ослобођења Југославије, налазио се на дужностима помоћника начелника Политичке управе Југословенске армије (ЈА) и потом секретара Управе за агитацију и пропаганду (Агитпроп) Централног комитета КП Југославије (ЦК КПЈ). Заједно са њим у Агитпропу ЦК КПЈ радили су Радован Зоговић (повереник за културу), Владимир Дедијер (повереник за штампу) и Борис Зихерл (повереник за идеологију). Године 1947, заједно са Крстом Попиводом и Петром Стамболићем, био је члан југословенске делегације коју је приликом посете Совјетском Савезу примио Михаил Суслов, незванични идеолог Комунистичке партије Совјетског Савеза (КПСС).
Након доношења Резолуције Информбироа, 1948. смењен је са свих функција, искључен из КПЈ и ухапшен, а наредне године послат на Голи оток, где је био пет година. У време борбе са Информбироом, хапшена је и његова супруга Љубица, која је била затворена на острву Свети Гргур. После затвора, кратко време је радио у Институту за међународни раднички покрет, након чега је пензионисан. Озбиљно нарушеног здравља, од 1961. живео је у Будви. Умро је јануара 1985. у Београду. Сахрањен је у породичној гробници на Новом гробљу у Београду.
Од 1926. године је објављивао поезију у часописима и листовима, а објавио је две збирке песама — Пјесма и човјек, 1971. и Снијег и море, 1976. године.
Читава његова породица учествовала је у Народноослободилачком рату. Само он и сестра Мира су преживели рат, док су им погинула браћа — Никола (1910—1943), Ратко (1916—1941) и Вељко (1919—1943), као и сестре — Лепа (1922—1943) и Вукица (1912—1941), која је проглашена за народног хероја Југославије.
Носилац је Партизанске споменице 1941. и других југословенских одликовања, међу којима је Орден братства и јединства, којим је одликован 25. септембра 1944. Указом Председништва АВНОЈ-а.